# Dean Woods
Dean Anthony Woods, OAM (22 de junho de 1966 – 3 de março de 2022) foi um ciclista australiano que competiu em provas de pista. Conquistou quatro medalhas olímpicas, incluindo um ouro na perseguição por equipes em Los Angeles 1984, junto com Michael Grenda, Kevin Nichols e Michael Turtur.

## Morte
Woods morreu em 3 de março de 2022, aos 55 anos de idade.